# Michael Pamer

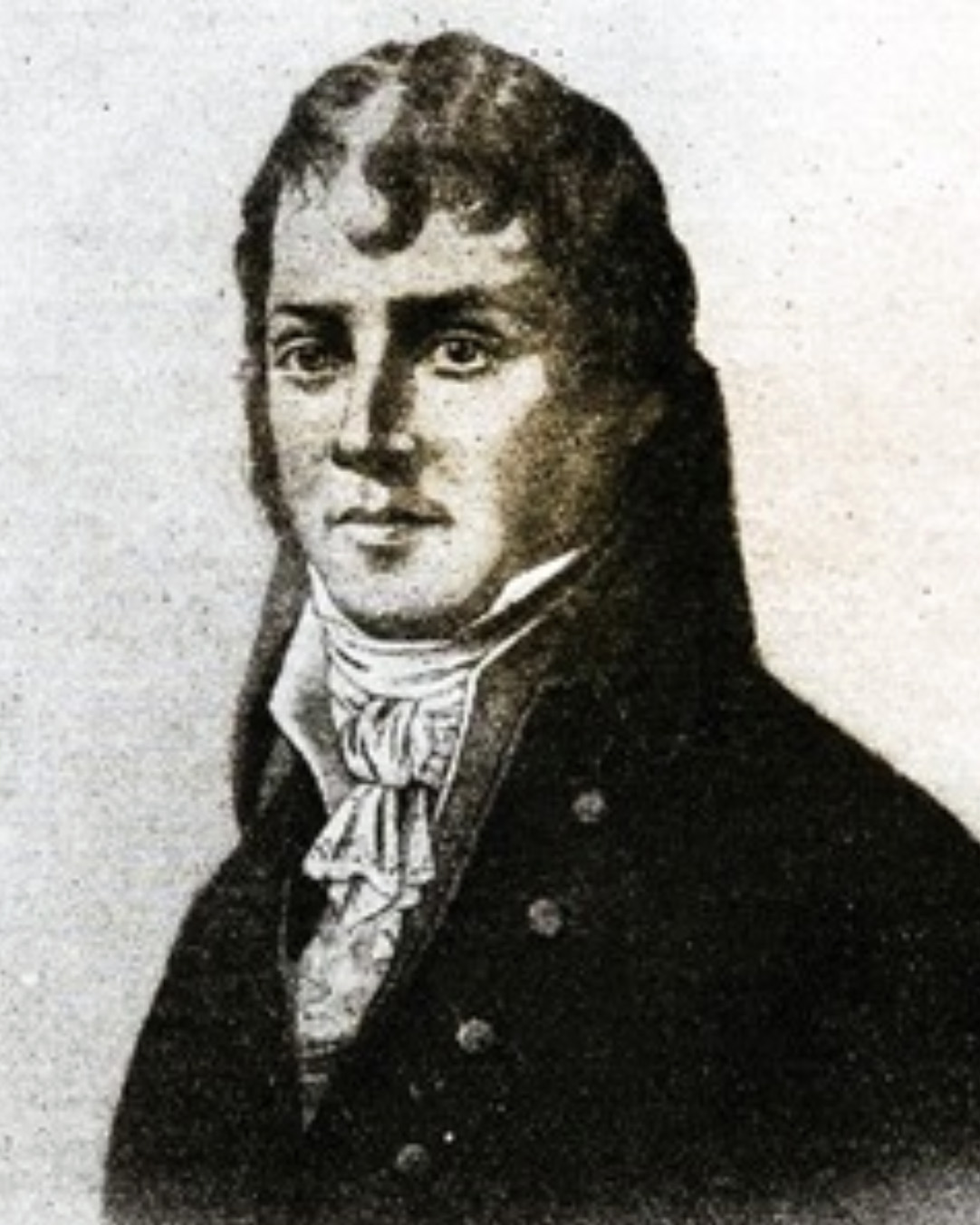
Michael Pamer

Michael Pamer (* 8. März 1782 in Neulerchenfeld; † 4. September 1827 in Wien) war ein österreichischer Komponist.

## Leben
Pamer war der Sohn des Musikers Johann Georg Bammer und wurde als Geiger und Kapellmeister in der Rossau bei Wien und im Saal Zum Sperl in der Leopoldstadt bekannt. Zum Zeitpunkt seiner Heirat im Jahr 1806 war er auch als Klavierlehrer tätig. Die Komponisten Johann Strauss (Vater) und Joseph Lanner lernten bei ihm das Handwerk als Geiger und Bratschist. Nachdem ihn ein bösartiges Geschwür am linken Zeigefinger an der Ausübung seines Berufes gehindert hatte, starb er an Tuberkulose im Alter von 45 Jahren im Wiener Allgemeinen Krankenhaus.

## Einordnung
Als Zeitgenosse der Komponisten Wolfgang Amadeus Mozart, Franz Schubert und Ludwig van Beethoven wird Michael Pamer als der frühe Vater des Wiener Walzers bezeichnet.

## Stil

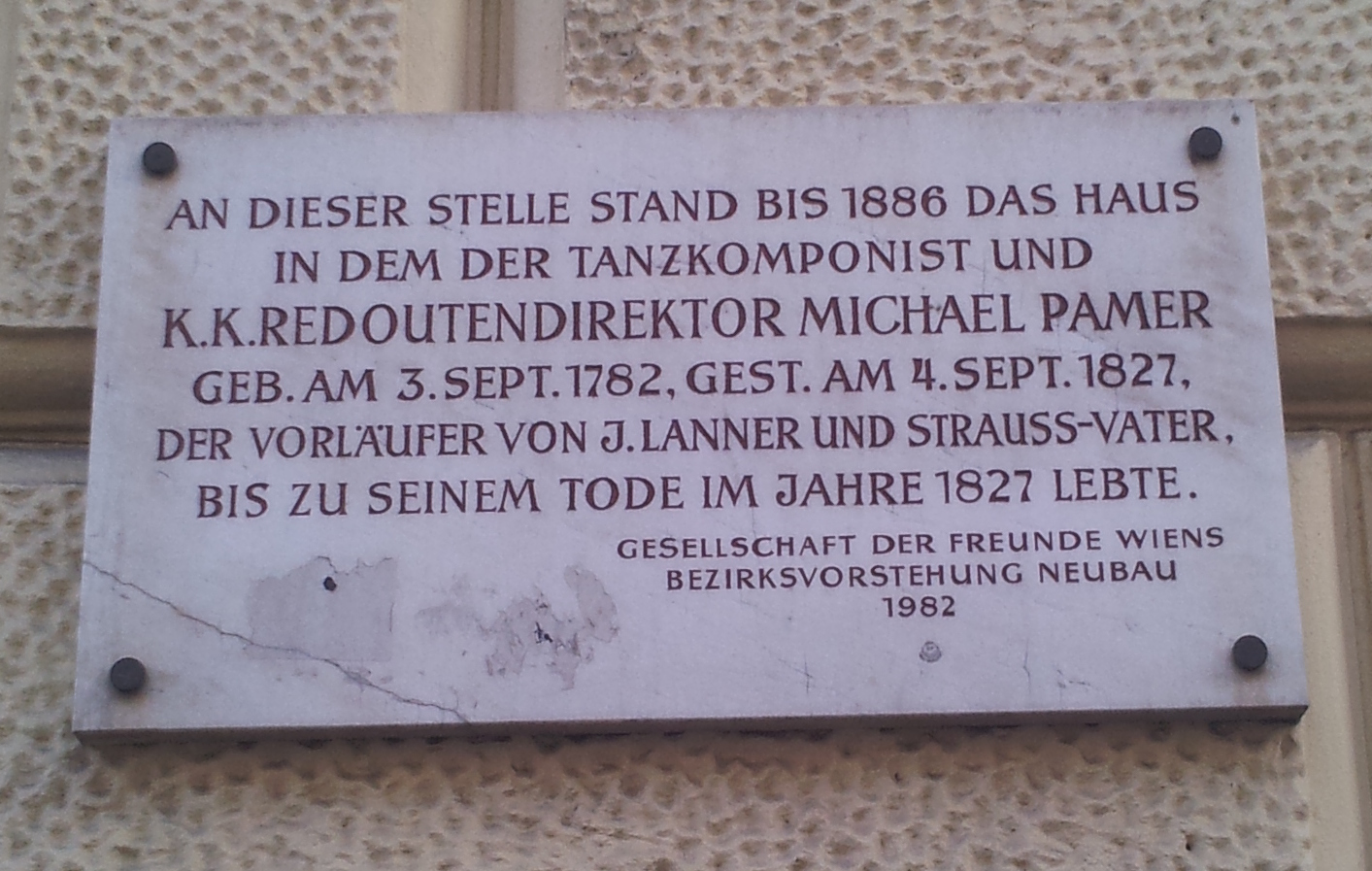
Gedenktafel in der Neustiftgasse, Wien-Neubau (mit falschem Geburtsdatum)

In seinen frühen Kompositionen finden sich noch Elemente der traditionellen Volksmusik. Sein Spätwerk beinhaltet den formalen Aufbau des großen Walzer, bestehend aus einer thematischen Introduktion, einer Folge mehrerer Walzer und einer abschließenden Coda. Die große Neuerung war die von ihm erfundene Trennung von Melodie und rhythmisierter Begleitung.

## Werke (Auswahl)
- Neue brillante Solo Ländler für die Violine mit willkürlicher Begleitung eine zweyten Violin und Baß
- Neueste Linzer Tänze für 2 Violinen
- Neue Wiener Walzer für kleines Orchester auch für 2 Violinen und Baß allein aufführbar